# Championnes de France de natation en bassin de 50 m du 3 × 50 m 3 nages
| Championnats | Championnats        | 3 × 50 mètres 3 nages dames     | 3 × 50 mètres 3 nages dames | 3 × 50 mètres 3 nages dames | 3 × 50 mètres 3 nages dames | 3 × 50 mètres 3 nages dames |
| ------------ | ------------------- | ------------------------------- | --------------------------- | --------------------------- | --------------------------- | --------------------------- |
| 1926         | Paris Les tourelles | Enfants de Neptune de Tourcoing |                             |                             |                             | 2 min 08 s 0 RF             |